# ديفيد دنلوب
ديفيد دنلوب (بالإنجليزية: David Dunlop)‏ هو ضابط جوي وطيار أسترالي، ولد في 11 فبراير 1949 في بريزبان في أستراليا.